# Теспе (Сайрамський район)
Теспе́ (каз. Теспе) — село у складі Сайрамського району Туркестанської області Казахстану. Входить до складу Колкентського сільського округу.
Населення — 601 особа (2021; 611 у 2009, 488 у 1999, 393 у 1989).